# Francis Müller
Francis Müller (* 1968 in Basel) ist ein Schweizer Religions- und Kultursoziologe mit Schwerpunkt ethnografische Methoden.

## Tätigkeit
Francis Müller arbeitete während fast zwei Jahrzehnten als Journalist (Bilanz, Financial Times Deutschland, GEO, Das Magazin des Tages-Anzeigers, Neue Zürcher Zeitung, NZZ am Sonntag, Salz&Pfeffer usw.). Drei Jahre arbeitete er im Trendbüro in Hamburg. Er ist Dozent für Ethnografie und Kultursoziologie in der Fachrichtung «Trends & Identity» im Departement Design an der Zürcher Hochschule der Künste (ZHdK). Daneben hat er Lehraufträge an der School of Humanities and Social Sciences der Universität St. Gallen, an der Universität Liechtenstein und an der Universidad Iberoamericana Ciudad de México inne, wo er auch im Editorial Board des Magazins DIS vertreten ist. Er hatte Lehraufträge an der Universidad de Tarapacá in Arica (Chile), an der Pontificia Universidad Católica in Valparaiso (Chile) und an der Elisava (Barcelona). Weiter ist er Gastprofessor an der Pontificia Universidad Católica in Santiago de Chile. Müller ist Vorstandsmitglied von Swissfuture, der Schweizerischen Vereinigung für Zukunftsforschung, der Deutschen Gesellschaft für Designtheorie und -forschung, der Schweizerischen Gesellschaft für Soziologie und der Sociedad Suiza de Estudios Hispánicos. Feldforschung in Luanda, Angola. Forschungssemester in Mexiko-Stadt und in Santiago de Chile. Längere Aufenthalte in Málaga und Mexiko-Stadt.

## Publikationen
- Sterben Gestalten. (2024, mit Corina Caduff, Bitten Stetter, Minou Afzali & Eva Soom Ammann).
- "Transitions and Thresholds" (2024). In: Charlotte Axellson: Tender Digitally. 62–67.
- Kontext Sterben. (2022, mit Corina Caduff, Minou Afzali,  & Eva Soom Ammann).
- "Dinge am Lebensende: Eine designethnografische Studie" (2022, mit Bitten Stetter). In: Isabella Kölz & Michaela Fenske (Hg.): Lebenswelten gestalten. Neue Felder & Forschungszugänge einer Designanthropologie, S. 183–207.
- Design Ethnography. Epistemology and Methodology (2022).
- "Design ethnography as a 'dirty' practice" (2021). Björn Franke und Matter, Hansuli: Not at Your Service: Manifestos for Design. S. 219–229
- "Pluralización de perspectivas sobre cultura material: Un ensayo sobre etnografía y el mondo de las cosas" (2019). In: DIS, Núm. 4 (3): Diseño y Cultura, Universidad Iberoamericana Cuidad de México, S. 41–62.
- Eventisierung der Stadt. (2019, mit Gabriele Muri, Daniel Späti & Philipp Klaus).
- Designethnografie. Methodologie und Praxisbeispiele (2018).
- "Körper und Dinge in dritten Räumen: Partyfotos im Vergleich" (2017). In: Gregor Betz, Ronald Hitzler, Arne Niederbacher & Lisa Schäfer: Hybride Events. Zur Diskussion zeitgeistiger Veranstaltungen. S. 311–320.
- Mit Behinderung in Angola leben. Eine ethnografische Spurensuche in einer von Tretminen verletzten Gesellschaft (2016).
- Selbsttransformation und charismatisch evangelikale Identität. Eine vergleichende ethnosemantische Lebenswelt-Analyse. (2015).
- Technological Artefacts as Objects of Desire. In: Raphael Perret: Machines of Desire. (2014).
- Piercing. Durchbohrte Haut und die Suche nach Identität (2012). In: Diana Weis: Cool aussehen. Mode & Jugendkulturen. S. 119–125.